# ویلیام جی. بولو
ویلیام جی. بولو (به انگلیسی: William J. Bulow) سناتور سابق عضو حزب دموکرات ایالات متحده آمریکا بود. وی در سال ۱۹۳۱ تا ۱۹۴۳ میلادی سناتور ایالت داکوتای جنوبی در سنای ایالات متحده آمریکا بود.